# Cârligele (gmina)
Cârligele – gmina w Rumunii, w okręgu Vrancea. Obejmuje miejscowości Blidari, Bonțești, Cârligele i Dălhăuți. W 2011 roku liczyła 3116 mieszkańców.